# Městské muzeum Mimoň
Městské muzeum Mimoň (původně mimoňský špitál) je muzeum věnované historii města Mimoň na Českolipsku. Nalézá se v ulici U luk č. 101 v budově bývalého špitálu ve IV. městské části. Objekt je chráněn jako kulturní památka.
Před vstupem do muzea se nalézá pískovcová socha svatého Jana Nepomuckého z roku 1749.

## Historie budovy muzea

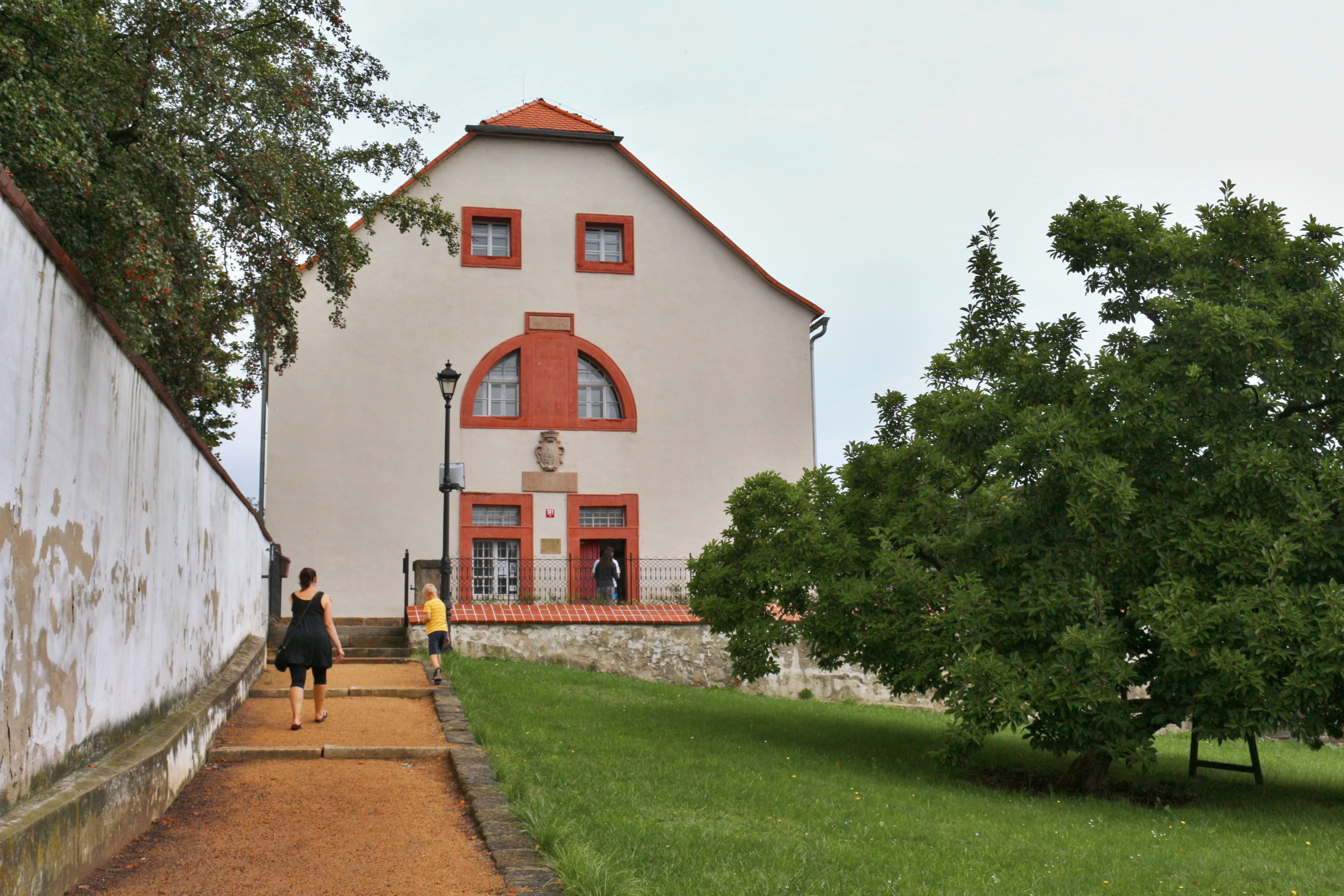
Příchod k budově špitálu

Původní starý špitál u již zrušeného kostelíka sv. Trojice městu v 17. století nepostačoval. Na přání svého otce, majitele mimoňského panství, rytíře Jana Putze z Adlersthurnu nechali nový špitál pro 20 osob postavit jeho synové, Jan František Edmund a Jan Ignác Dominik v roce 1679. Špitál měl svůj nadační list a byl později podporován majetnými měšťany a vrchností. Vedl si dobře a byl oceněn i císařem Josefem II. V ocenění byl špitál popsán jako zděná budova 9 sáhů (sáh byl 1,89 m) dlouhá a 7 široká, pro 20 špitálníků. Každý měl svou komůrku s prkennou podlahou.
V roce 1806 město poničil velký požár a budova pak byla použita pro jiné potřeby města. Byli zde na čas ubytováni duchovní, také se zde učilo, modlilo a z opravovaného kostela sv. Petra a Pavla zde byly uskladněny různé relikvie.
Po roce 1930 zde bylo krátce muzeum města poprvé, po roce 1945 bylo zrušeno a předměty byly odvezeny do Vlastivědného muzea v České Lípě. V letech 1964 až 1992 zde byla v provozu městská knihovna. Po jejím přestěhování byla budova zakonzervována. V roce 2009 města Mimoň a polská Złotoryja společně s římskokatolickou farností získala dotaci na projekt s názvem Rozvoj cestovního ruchu v pohraničí – Turistické využití Zlotoryje a Mimoně. Díky získaným finančním prostředkům byl proveden pracovníky českolipského muzea archeologický průzkum a budova prošla rozsáhlou rekonstrukcí, během níž byly vyměněny krovy, okna, dveře, podlahy.
Zmodernizovaný areál kaple Božího hrobu a sousedního Městského muzea se nachází na křižovatce ulic U luk a Žitavská, v městské části Mimoň IV, na parcele 1477. K areálu je vedena naučná Poutní cesta Mimoň, která zde má druhé zastavení.

## Muzeum
Muzeum bylo otevřeno slavnostně 7. srpna 2010. Slouží zároveň jako informační středisko města. Má celoroční provoz, pondělí je zavírací den.

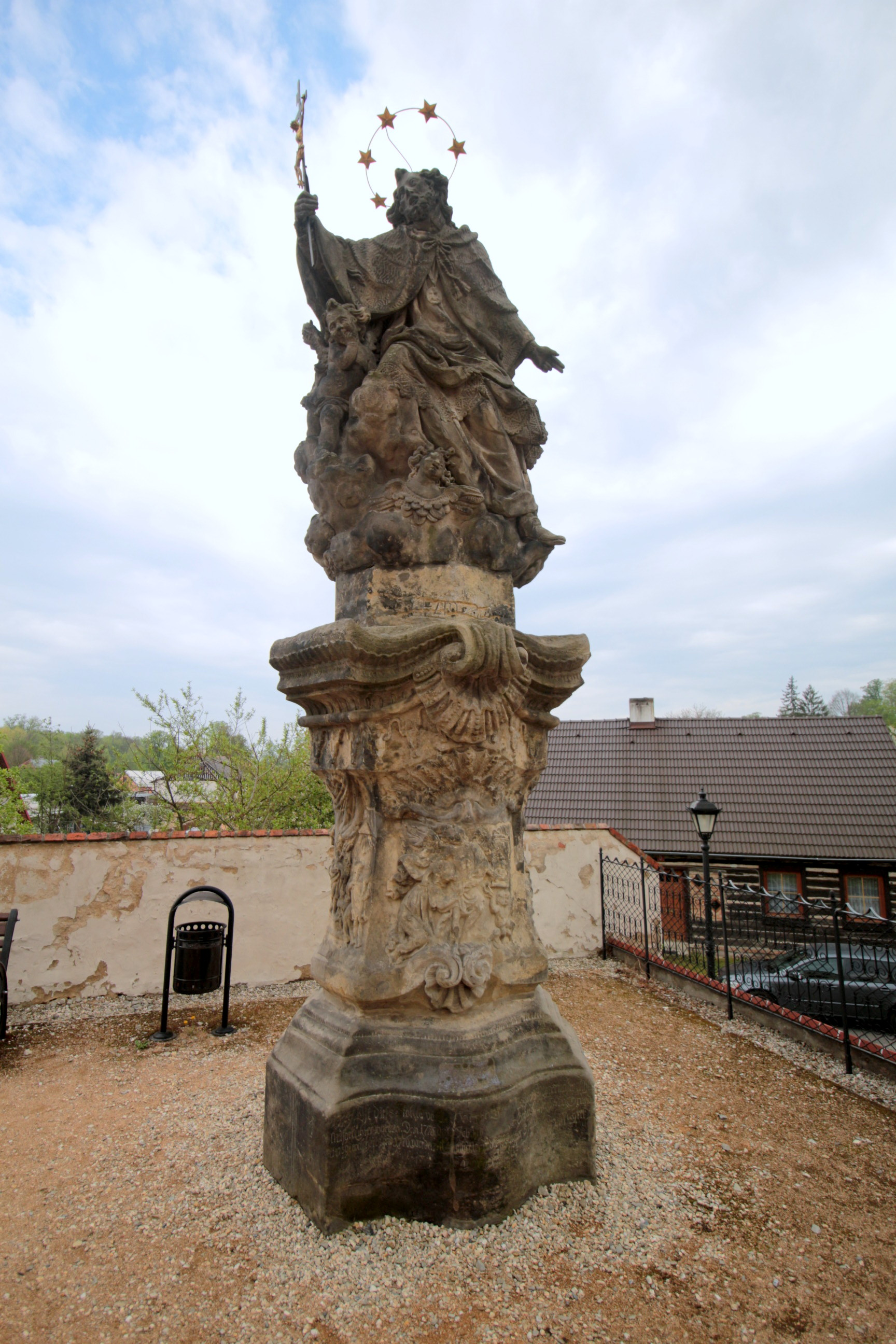
Socha svatého Jana Nepomuckého před vstupem do muzea.

### Stálé expozice
Vstupní prostory budovy slouží jako stálá expozice věnovaná historii Mimoně a její přírodu. Má dvě části, historickou a přírodovědnou. Součástí historické expozice je dřevěná maketa zrušeného mimoňského zámku s doprovodnou fotodokumentací. Na schodech a v patře je od listopadu 2011 vybudována stálá expozice a galerie muzikanta (známý ze skupin Olympic a Ivana Mládka) a výtvarníka Jana Pacáka, která byla pokřtěna jeho jménem. Krátce zde byla i výstava dalších prací a osobních předmětů, které se pojily s osobou umělce.

### Příležitostné expozice

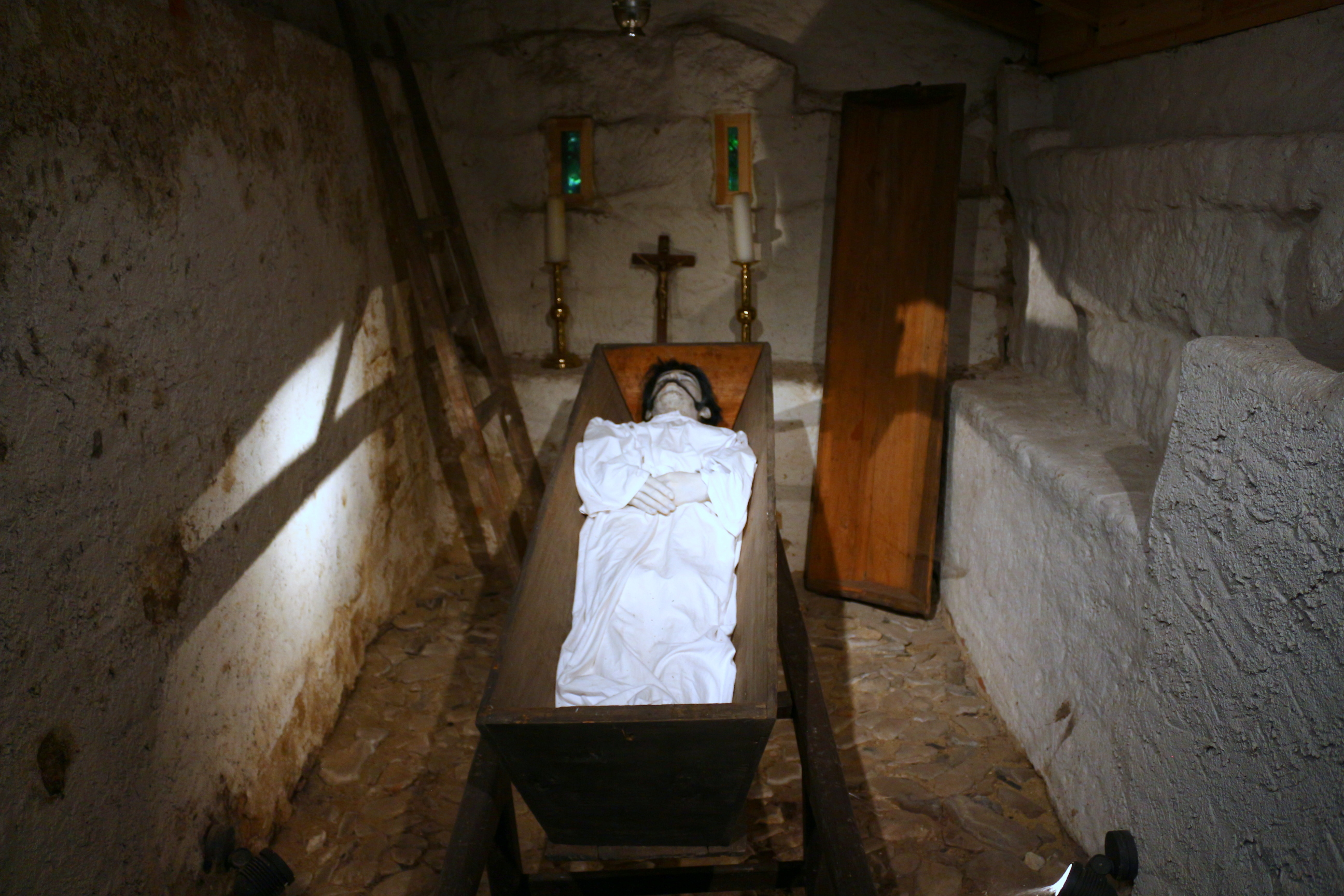
Výstava pohřebnictví

- Chodby se schodištěm i další místnosti v patře slouží jako obrazová galerie a místo pro příležitostné expozice. Vystavoval zde své obrazy Karel Gott[4], na konci roku 2012 zde byla instalována III. výstava betlémů
- V září 2013 byla v muzeu uspořádána výstava k 50. výročí vzniku skupiny Olympic. Vernisáže se zúčastnili (a zahráli) členové skupin Olympic i Matadors.[5]
- v červnu 2014 jsou k vidění dvě nové expozice - o prusko-rakouské válce a pohřebnictví.[6]